# Clarkson University
Clarkson University är ett amerikanskt privat forskningsuniversitet som ligger i Potsdam i New York och hade totalt 4 233 studenter (3 090 undergraduate students och 1 143 postgraduate students) för hösten 2017.
Utbildningsinstitutionen grundades 1896 med namnet Thomas S. Clarkson Memorial School of Technology, namngiven efter en lokal gruvmagnat som förolyckades två år tidigare när han räddade livet på en av sina arbetare i sin sandstensgruva utanför Potsdam. Grundarna till skolan var hans tre systrar Elizabeth, Frederica och Lavinia samt en av deras döttrar, Anne. 1913 fick den statusen som ett college och namnet blev Thomas S. Clarkson Memorial College of Technology, man brukade dock kalla den enbart för Clarkson College of Technology. Den 24 februari 1984 blev lärosätet ett universitet och fick sitt nuvarande namn.
Universitet tävlar med 22 universitetslag i olika idrotter via sin idrottsförening Clarkson Golden Knights.

## Alumner
| Idrottare - Mark Borowiecki - Chris Clark - Grant Clitsome - Erik Cole - Craig Conroy - Brandon DeFazio - Josh Dunne - Renata Fast - Kent Huskins - Randy Jones - Jarmo Kekäläinen - Todd Marchant - Willie Mitchell | - Sheldon Rempal - Nico Sturm - Dave Taylor - Todd White Musiker - Buck Dharma Politiker - Paul Tonko Skådespelare - M. Emmet Walsh Speldesigner - Brenda Romero |